# Kapshtica
Kapshtica (albanisch auch Kapshticë) ist ein kleines Dorf in der Gemeinde Devoll im Südosten Albaniens. Bis 2015 gehörte es zur aufgelösten Komuna Qendër Bilisht und liegt am Ostrand der Ebene des Devoll rund vier Kilometer südöstlich der Kleinstadt Bilisht. Der Ort befindet sich am Übergang zu den Bergen, die die Grenze zu Griechenland und die Wasserscheide zwischen Adria und Ägäis bilden. 
Nationale Bedeutung hat der Grenzübergang Kapshtica-Krystallopigi (1044 m ü. A.) in den Bergen rund fünf Kilometer östlich des Dorfes. Zu kommunistischen Zeiten und noch viele Jahre danach war es neben Kakavija südlich von Gjirokastra der einzige Grenzübergang zwischen den beiden Ländern. Auch heute ist die zwischen Gjirokastra und Ioannina gelegene Kontrollstelle nebst Kakavija der wichtigste Übergang. Die die Grenze querende Route ist die Europastraße 86, die Zentralalbanien mit dem Südosten des Landes und der Grenze verbindet. Auf albanischer Seite ist die Straße als Rruga shtetërore SH3 bezeichnet. Die nächsten größeren Orte in Griechenland sind Florina (ca. 60 Kilometer) und Kastoria (ca. 50 Kilometer). Nach Thessaloniki sind es rund 230 Kilometer, nach Athen rund 550 Kilometer. Die SH3 passiert den Ort heute nördlich. Früher führte sie in einem Bogen durch das Dorf. 
Das Grenzdorf ist wie die ganze Region rund um Bilisht geprägt durch die Nähe zum Nachbarland. Nebst der Landwirtschaft bot diese Nähe seit dem Zusammenbruch des Kommunismus in Albanien lange Einzelnen Einkommen, da albanische Migranten, die illegal nach Griechenland einreisen wollten, Unterkunft und Verpflegung benötigten, Geld wechseln mussten und Führer für den heimlichen Grenzübertritt brauchten. Seitdem Albaner für Reisen in den Schengen-Raum keine Visa mehr benötigen (Ende 2010), dürfte sich dies verändert haben.
Im Jahr 1900 hatte Kapshtica 400 muslimische und 150 orthodoxe Bewohner. Am 28. Mai 1920 unterzeichneten der albanische Ministerpräsident Sulejman Delvina mit Griechenland das Protokoll von Kapshtica, in dem sie den Grenzverlauf zwischen den beiden Ländern anerkannten und eine Besetzung der Region um Korça durch griechische Truppen verhindert werden konnte, nachdem sich die französische Armee aus Albanien zurückgezogen hatte.